# ウェイイとの戦い (紀元前8世紀)
第一次ウェイイの戦い（だいいちじウェイイとのたたかい）は、初代ローマ王ロームルスの治世に発生した、ローマとウェイイとの戦いである。ローマが第一次フィデナエの戦いに勝利すると、その近隣のエトルリア都市であるウェイイもローマに敵対した。ウェイイはローマ占領下のフィデナエに軍を進めたが敗北、逆にローマ軍はウェイイまで攻め込み、領土割譲と講和を強要した。

## 背景
ウェイイはローマの北東僅か20 kmに位置する裕福なエトルリア人都市であった、防御の容易な丘の上に立地し、テヴェレ川の渡河と、その右岸のほとんどを支配していた。テヴェレ川はエトルリア人とローマを含むラテン人を分ける自然の防壁となっていた。しかしテヴェレ川は内陸交通の主要経路であり、エトルリアと最初のエトルリア人交易拠点であるカプアを結んでいた。カプアは既にラテン文化の影響を受け、さらにはマグナ・グラエキアのギリシア人も北上して来ていた。
他方テヴェレ川の左岸では、ウェイイにとって危険な競合者であるローマが急速に台頭してきていた。
ウェイイ人は、ローマの存在が彼らの富に決定的な影響を与えることに、すぐに気付いた。ウェイイの収入源の一つは河口にある塩田であるが、ローマはウェイイと塩田の中間に位置していた。他方ローマから見ると、ウェイイはローマの商業的・軍事的に対する最初の大きな障害であり、アゲル・カペヌス、ファレリイ（en）、フィデナエと同盟関係にあった。

## 戦闘
ティトゥス・リウィウスもプルタルコスも、ウェイイのローマに対する敵意は、ウェイイに属すると考えていたフィデナエに勝利したことから始まった。リウィウスがウェイイの名前に触れるのはこのとき（紀元前8世紀）である。
フィデナエがローマとの戦いに苦しんでいるとき、ウェイイはこれを支援することはなかった。しかし、一旦ローマに占領されてローマ領となると、フィデナエに対する権利の主張を始めた。
プルタルコスは、ウェイイは軍を二つに分け、一方でフィデナエを守るローマ守備隊を攻撃し、もう一方でロームルスが率いる野戦軍を攻撃したと述べている。フィデナエではウェイイ軍は一定の勝利を収め、ローマ兵2,000を殺害した。しかし、ロームルスとの戦いでは、8,000を失ってウェイイ軍は敗北した。翌日にフィデナエ領内で決戦が行われたが、ロームルスは優れた戦術と勇気を見せ、ローマ軍は大勝した。3日目に最後の戦いが行われ、14,000が戦死した。野戦に勝利すると、ロームルスはウェイイ軍を追跡して城壁まで迫ったが、ウェイイに対する攻撃は行わなわず周囲を略奪した。ローマはセプテム・パグス（ティベリーナ島の西）とサリーネをの割譲を条件に、ウェイイと100年間の平和条約を締結した。

## 参考資料
1. 1 2  プルタルコス、Romul's Life 25, 2.
2. 1 2  プルタルコス、Romul's Life  25, 3.
3. ↑  プルタルコス、Romul's Life 25, 4.
4. ↑  エウトロピウス『首都創建以来の略史』I, 2.
5. ↑  Andrea Carandini, Rome. The first day , Rome-Bari 2007, p.99.
6. ↑  リウィウス『ローマ建国史』I, 15.
7. ↑  プルタルコス、Romul's Life 25, 5.